# Ensaro
Ensaro (anciennement Siyadebrina Wayu Ensaro) est l'un des 105 woredas de la région Amhara, en Éthiopie.